# Gymnosporia grandifolia
Gymnosporia grandifolia är en benvedsväxtart som först beskrevs av Davison, och fick sitt nu gällande namn av Jordaan. Gymnosporia grandifolia ingår i släktet Gymnosporia och familjen Celastraceae. Inga underarter finns listade.